# Захват Брилле
Захват Брилле — захват гёзами города Брилле в рамках Восьмидесятилетней войны, ставший переломным событием в восстании Нидерландов против испанского господства.
В военном смысле порт Брилле был практически беззащитен, и в лице этого города повстанцы получили плацдарм. Более того, захват города стал символом победы на севере страны, воодушевившим противников испанцев.

## Захват
Гёзов возглавляли Виллем II де ла Марк и два его капитана — Виллем Блойс ван Треслонг и Ленарт Янс де Грефф. После того, как они были изгнаны из Англии Елизаветой I, гёзы нуждались в надежном месте для размещения их 25 кораблей. Следуя мимо Брилле, они с удивлением узнали, что испанский гарнизон покинул город для подавления беспорядков в Утрехте. Вечером 1 апреля 1572 года 600 повстанцев заняли незащищенный порт. Когда гёзы собирались покидать город, один из жителей сказал, что у них нет никаких причин уходить, и в итоге гёзы укрепились в Брилле, получив ценный плацдарм.

## Память
Голландские студенты сочинили короткий стишок в память об этих событиях:
Op 1 april verloor Alva zijn bril,
что переводится как «1 апреля Альба потерял очки» (игра слов — bril по-голландски «очки», а название города — Brielle или Den Briel).
1 апреля голландцы празднуют День дурака.